# Boeing T-43
El Boeing T-43A fue un Boeing 737-200 modificado, usado por la Fuerza Aérea de los Estados Unidos para entrenar a sus oficiales navegantes, actualmente conocidos como Oficiales de Sistemas de Combate de la USAF. Llamado informalmente Gator (abreviación de “navigator” (navegante)), y Flying Classroom (aula volante), se entregaron 19 de estos aviones al Mando Aéreo de Entrenamiento en la Mather AFB, California, durante 1973 y 1974. Se entregaron dos aviones adicionales a la Guardia Aérea Nacional de Colorado en la Buckley ANGB (más tarde Buckley AFB) y en la Peterson AFB, Colorado, en apoyo directo al entrenamiento de navegación aérea de los cadetes de la cercana Academia de la Fuerza Aérea de los Estados Unidos. Más tarde, dos T-43 fueron convertidos en CT-43A a principios de los años 90 y transferidos al Mando Aéreo de Movilidad y a las Fuerzas Aéreas de Estados Unidos en Europa, respectivamente, como transportes ejecutivos. Un tercer avión también fue transferido al Mando de Material de la Fuerza Aérea para usarlo como bancada de pruebas de radar y fue designado como NT-43A. El T-43 fue retirado del Mando Aéreo de Formación y Entrenamiento en 2010, tras 37 años de servicio.

## Diseño y desarrollo

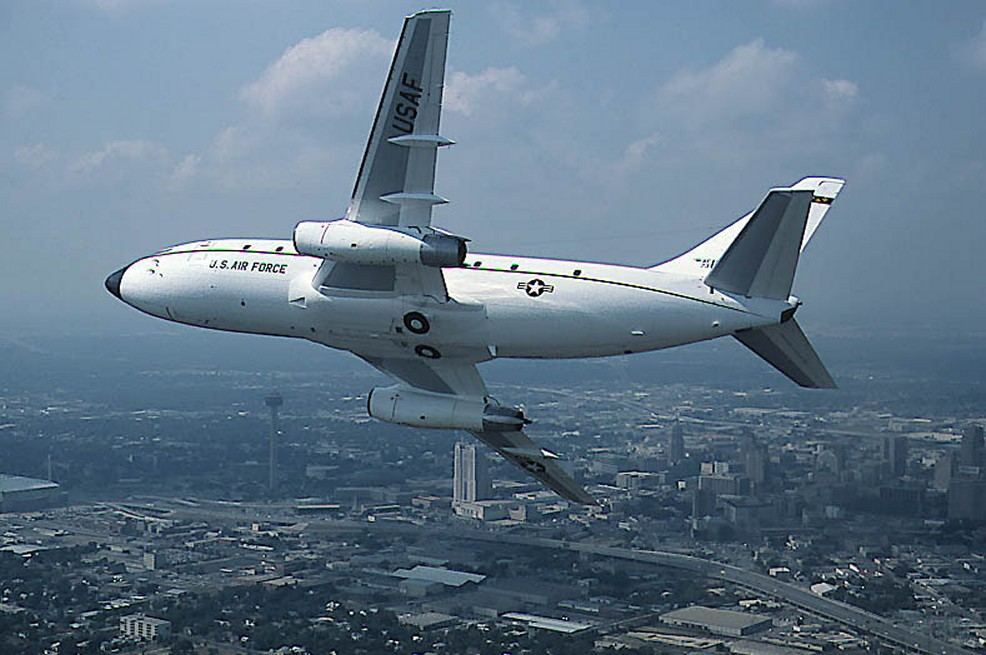
Un T-43 en vuelo.

El 27 de mayo de 1971, la Fuerza Aérea de los Estados Unidos (USAF) emitió una orden por 19 T-43, ejemplares modificados del Boeing 737-200 como reemplazo de la vetusta flota de entrenadores de navegación Convair T-29 de la USAF, como parte del Sistema de Entrenamiento de Navegadores No Graduados. El avión de Boeing fue seleccionado en preferencia a un entrenador basado en el Douglas DC-9.
Desde su entrada en servicio en 1974 hasta mitad de los años 90, los T-43A han sido usados por todo el Entrenamiento de Navegadores No Graduados de la USAF. A principios de los años 90, los T-43A fueron usados para el entrenamiento del Navegador/Oficial de Sistemas de Combate No Graduado de la USAF, con excepción de aquellos Navegadores/CSO de la USAF que estaban destinados a los F-15E y B-1B.
En 1976, con la retirada por la Armada estadounidense de sus aviones T-29 y la desactivación de su Escuadrón de Entrenamiento 29 (VT-29) asociado en la NAS Corpus Christi, Texas, aquellos Oficiales de Vuelo Navales estudiantes destinados a aviones navales basados en tierra comenzaron el entrenamiento en los T-43 de la USAF en la Mather AFB, bajo un programa conocido por la USAF como Entrenamiento de Navegadores No Graduados Interservicios (IUNT) y por la Armada como fuente de formación NAV para el entrenamiento de Oficiales de Vuelo Navales estudiantes destinados finalmente a aviones navales basados en tierra.
Externamente, el T-43 difiere de los aviones civiles en que tiene más antenas y menos ventanas.
El T-43A tiene puestos a bordo para 12 estudiantes navegadores, 6 instructores navegadores, así como un piloto y un copiloto. El compartimiento de entrenamiento del estudiante estaba equipado con la aviónica usada en los aviones operativos contemporáneos. Esto incluía radar de búsqueda y meteorológico; sistemas de aviónica de radiofaro omnidireccional VHF (VOR) y de navegación aéreo táctico (TACAN); Sistema de Navegación de Larga Distancia (LORAN-C); sistema de navegación inercial; altímetro radar; y todo el equipo de comunicaciones requerido en VHF, UHF y HF. Se usaban cinco estaciones periscópicas para sextante distribuidas a lo largo del compartimiento de entrenamiento, para el entrenamiento en navegación celeste. Sin embargo, con la llegada de GPS, los navegadores estudiantes ya no aprendieron más la navegación celeste o el uso del LORAN.
El avión tenía una capacidad entrenamiento considerablemente mayor que el avión al que reemplaza, el T-29. La introducción del T-43 en el Entrenamiento de Navegadores No Graduados (UNT) de la Fuerza Aérea en 1974 también posibilitó que la Armada estadounidense disolviera el Escuadrón de Entrenamiento 29 (VT-29) y sus aviones T-29 en la NAS Corpus Christi, Texas, en 1975. El VT-29 había estado entrenando Oficiales de Vuelo Navales estudiantes para varios aviones navales basados en tierra como el P-3 Orion, el EP-3 Aries y versiones de Lockheed C-130 Hercules. Más tarde, la Armada unió su fuente de formación NAV para NFO Estudiantes (SNFO) con el programa UNT de la Fuerza Aérea en 1976, formando el Entrenamiento de Navegadores No Graduados Interservicios (IUNT) con estudiantes de la Armada e instructores de la USAF y de la Armada.
Dentro de cada T-43A, los compartimentos de entrenamiento eran dos de mínima competencia, dos de máxima competencia y 12 puestos en navegadores estudiantes. Dos estaciones formaban una consola, y los instructores podía mover sus asientos hasta las consolas y sentarse junto a los estudiantes para una instrucción individualizada. La gran cabina permitía un acceso fácil a los asientos y a la zona de almacén, pero reducía la distancia entre los puestos de los estudiantes y los de los instructores.
Los aviones fueron asignados inicialmente a la 323rd Flying Training Wing del Mando Aéreo de Entrenamiento en la Mather AFB, California, más dos aviones adicionales asignados a la Guardia Aérea Nacional de Colorado en la Peterson AFB, Colorado, para apoyar el entrenamiento de navegación aérea introductorio de los cadetes de la Academia de la Fuerza Aérea de los Estados Unidos. Cuando la 323 FTW fue desactivada y la Mather AFB cerrada por acción del Plan de Reordenación y Cierre de Bases (BRAC) en 1993, la mayoría de los T-43 fue transferida a la 12th Flying Training Wing (12 FTW) del Mando Aéreo de Formación y Entrenamiento (AETC) en la Base de la Fuerza Aérea Randolph, Texas, asumiendo dicha ala el entrenamiento especializado de navegadores no graduados (SUNT), mientras que la Training Air Wing SIX (TRAWING 6) de la Armada estadounidense, una organización del Mando Naval de Entrenamiento Aéreo en la NAS Pensacola, Florida, se hizo cargo del entrenamiento de aquellos navegadores estudiantes de la USAF destinados finalmente a los F-111, EF-111, F-15E y B-1B.

## Historia operacional

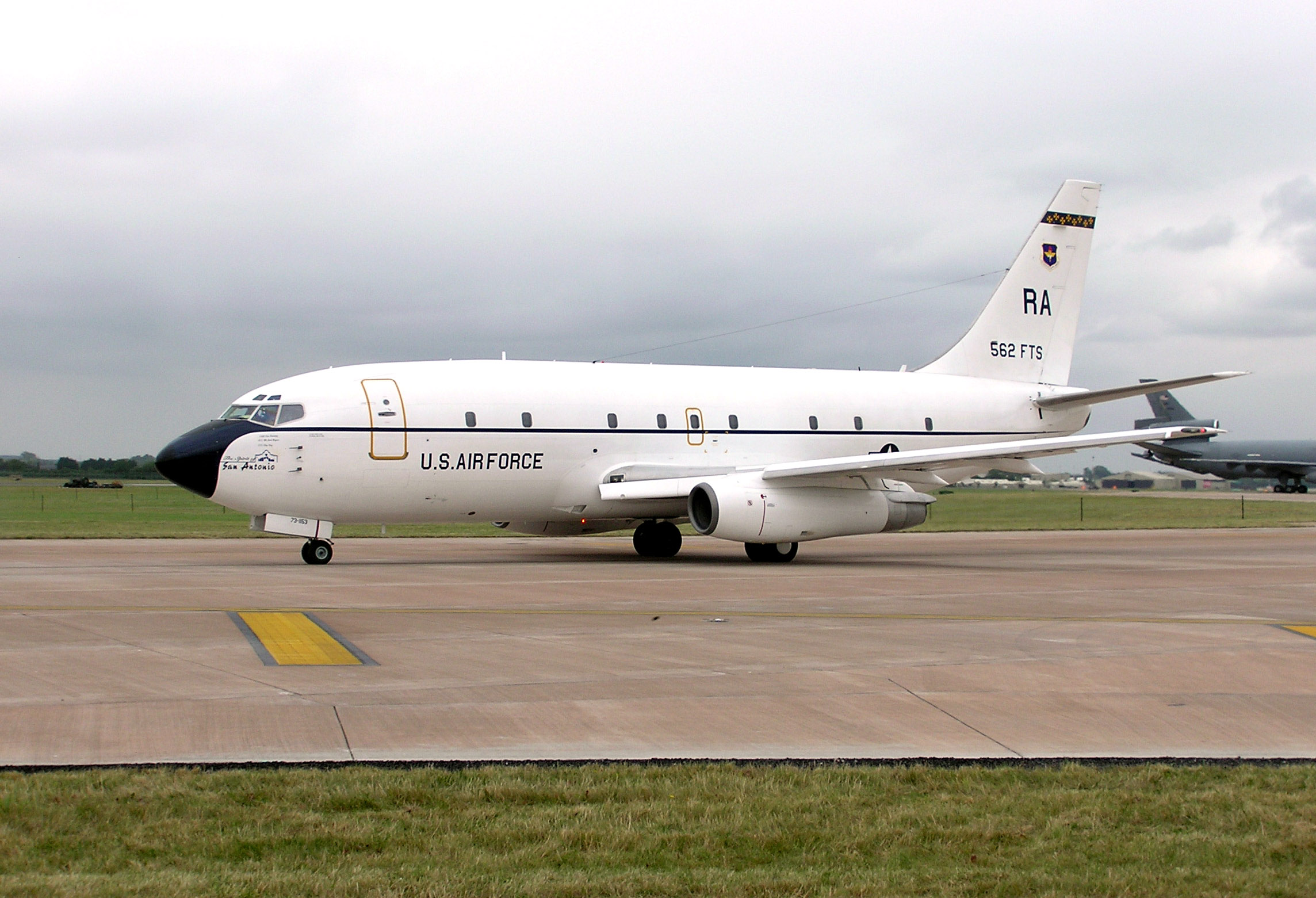
Boeing T-43A del 562nd Flying Training Squadron de la USAF.

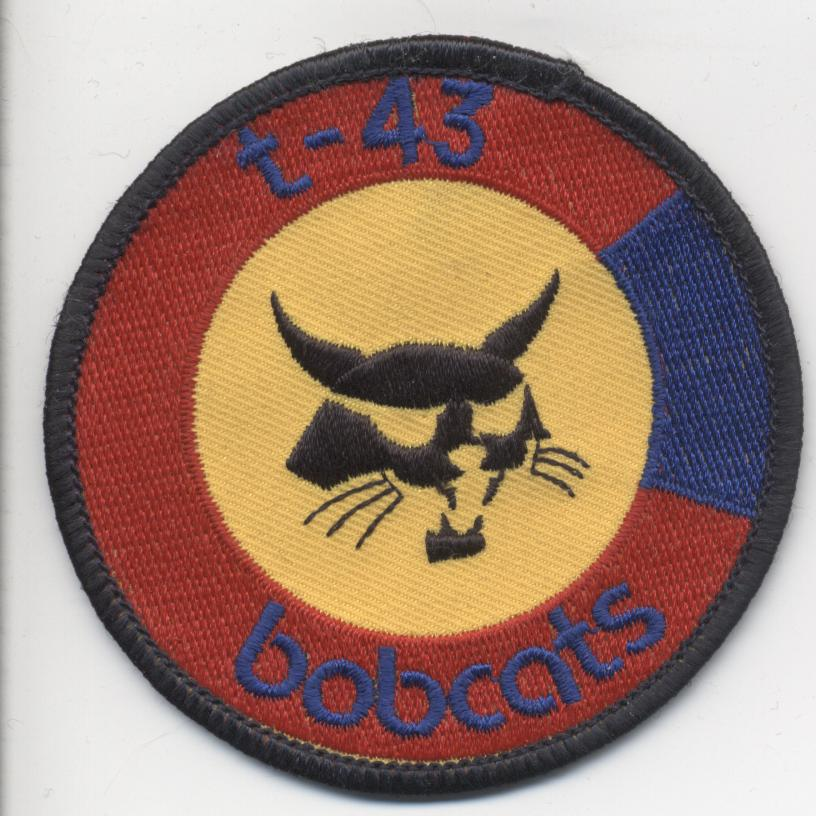
Parche del T-43 "Bobcat" de la Colorado ANG.

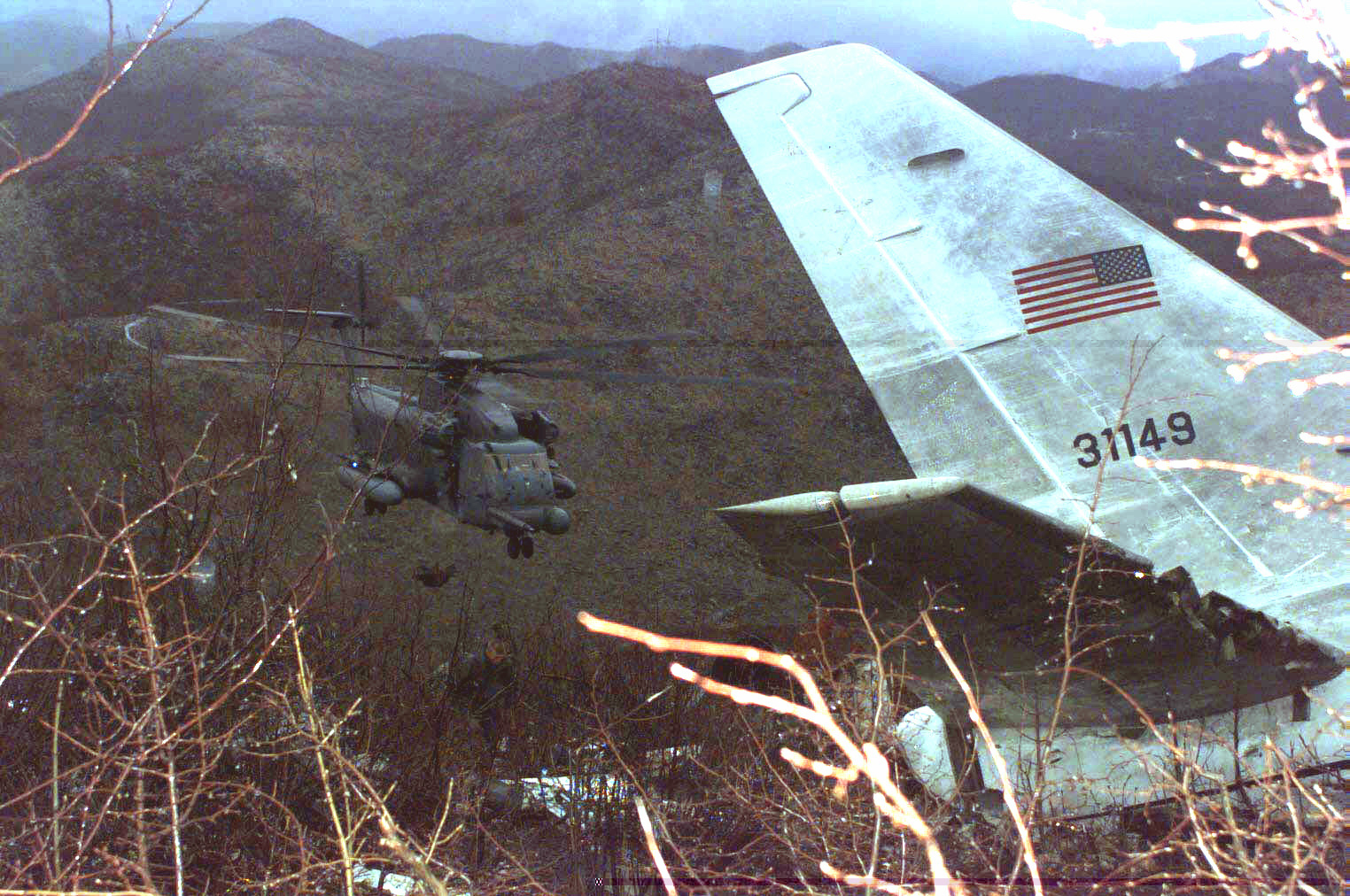
Helicóptero MH-53J Pave Low de la USAF cerca de los restos del CT-43 accidentado en Croacia en 1996.

El T-43 fue basado por último en la Randolph AFB, Texas, y operado originalmente por el 558th Flying Training Squadron (558 FTS) y desde 1996 por el 562d Flying Training Squadron, y por el 563d Flying Training Squadron desde 1999. Los dos aviones adicionales usados para el entrenamiento introductorio a la navegación aérea de los cadetes de la Academia de la USAF continuaron siendo operados por la Guardia Aérea Nacional de Colorado en las Buckley AFB y Peterson AFB, Colorado.
Además, varios T-43A fueron más tarde modificados a una configuración de avión de transporte designada CT-43A, como uno previamente operado por la 6th Air Mobility Wing (6 AMW) en la MacDill AFB, Florida, en apoyo del Mando Sur de Estados Unidos (USSOUTHCOM) para el transporte del Jefe del mismo en América Central y Sur. El CT-43A de la 6 AMW fue reemplazado por un avión Gulfstream C-37B a principios de 2001.
Durante su servicio en el Mando Aéreo de Entrenamiento y en el de su sucesor, el Mando Aéreo de Formación y Entrenamiento, ningún T-43 se perdió por accidente. Entre los T-43 retirados del entrenamiento de navegadores y convertidos en transportes ejecutivos CT-43A, un avión asignado a la 86th Airlift Wing (86 AW) en la base aérea de Ramstein, Alemania, como apoyo al Mando Europeo de los Estados Unidos (USEUCOM), se estrelló en Croacia 1996, mientras llevaba al entonces Secretario de Comercio Ron Brown y  a otros 34 pasajeros. No hubo supervivientes y la investigación posterior determinó que había sido un accidente de vuelo controlado contra el terreno (CFIT) como resultado de un error del piloto.
El 17 de septiembre de 2010, el último vuelo del T-43 fue realizado en la Randolph AFB, y posteriormente fue retirado del servicio activo de la Fuerza Aérea tras 37 años de servicio.

## Variantes
T-43A
Variante basada en el Model 737-253, equipada con dos motores JT8D-9. La versión contaba con una capacidad para 3 instructores y 16 alumnos navegantes. Se fabricaron un total de 19 unidades.
CT-43A
T-43A convertidos a versión de transporte. Seis conversiones.
NT-43A
Un T-43A (73-1155) convertido en bancada de pruebas de sistemas de radar.

## Operadores
Estados Unidos
- Fuerza Aérea de los Estados Unidos
- Armada de los Estados Unidos

## Especificaciones (T-43A)
Referencia datos: Encyclopedia of World Military Aircraft

### Características generales
- Tripulación: Dos pilotos
- Capacidad: 19 (3 instructores y 16 alumnos) navegantes
- Longitud: 30,48 m
- Envergadura: 28,35 m
- Altura: 11,28 m
- Superficie alar: 91,1 m²
- Peso vacío: 27 311 kg
- Peso máximo al despegue: 52 391 kg
- Planta motriz: 2× turbofan Pratt & Whitney JT8D-9A.
  - Empuje normal: 64,4 kN (14500 lbf) de empuje cada uno.

### Rendimiento
- Velocidad máxima operativa (Vno): 943 km/h
- Velocidad crucero (Vc): 927 km/h
- Alcance: 4818 km (6 horas)
- Régimen de ascenso: 19,1 m/s (3760 pies/min)

## Aeronaves relacionadas

### Desarrollos relacionados
- Boeing 737
- Boeing C-40 Clipper
- Boeing 737 AEW&C
- Boeing P-8 Poseidon

### Aeronaves similares
- McDonnell Douglas C-9

### Secuencias de designación
- Secuencia Numérica (interna de Boeing): ← 720 - 727 - 733 - 737 - 739 - 747 - 757 →
- Secuencia T-_ (Entrenadores estadounidenses, 1948-presente): ← T-40 - T-41 - T-42 - T-43 - T-44 - T-45 - T-46 →